# 北雅典二號縣區 (伊利諾伊州默納德縣)
北雅典二號鎮區（英語：Athens North No. 2 Precinct）是位於美國伊利諾伊州默納德縣的一個縣區。

## 地方資料
根據2010年美國人口普查的數據，北雅典二號鎮區的面積為47.85平方千米，當中陸地面積為47.66平方千米，而水域面積為0.19平方千米。當地共有人口1954人，而人口密度為每平方千米40.84人。